# اوله هومنیوک
اوله هومنیوک (انگلیسی: Oleh Humenyuk؛ زادهٔ ۳ مهٔ ۱۹۸۳) بازیکن فوتبال اهل اوکراین است.
از باشگاه‌هایی که در آن بازی کرده‌است می‌توان به باشگاه فوتبال تاوریا سیمفروپول، باشگاه فوتبال شریف تیراسپول، و باشگاه فوتبال چورنومورتس اودسا اشاره کرد.
وی همچنین در تیم ملی فوتبال زیر ۲۱ سال اوکراین بازی کرده‌است.